# Mishaal bint Fahd Al Saud
Mishaal bint Fahd Al Saud (arabiska: مشاعل بنت فهد بن محمد آل سعود), född 1958, död 15 juli 1977, var en saudiarabisk prinsessa som avrättades (alternativt hedersmördades) anklagad för äktenskapsbrott.. Prinsessan var sondotter till prins Muhammad bin Abdul Aziz, en äldre bror till den dåvarande kungen av Saudiarabien, Khalid bin Abdul Aziz.

## Biografi
När prinsessan befann sig i Libanon för att studera blev hon förälskad i Khaled Mulhallal al-Sha'er, som var brorson eller systerson till den saudiske ambassadören i Libanon och de inledde ett förhållande. När de återvände till Saudiarabien framkom det att de hade träffats i enrum och de anklagades för äktenskapsbrott.
Prinsessan försökte iscensätta sin egen död genom drunkning  och fly från Saudiarabien tillsammans med Khalid, men när hon förklädd till man kom till flygplatsen i Jidda igenkändes hon av passkontrollanten  och överlämnades till sin familj.
Enligt Saudiarabiens sharia-lagar kan en person endast dömas för äktenskapsbrott om en sexakt skett i närvaro av fyra vuxna, manliga vittnen eller om personen själv erkänner att den har begått brottet. Hennes familj uppmanade henne att inte erkänna brottet utan istället lova att aldrig träffa Kahlid igen, men prinsessan valde att erkänna i domstolen.
Den 15 juli 1977 avrättades både prinsessan och Khalid offentligt i Jidda på en parkeringsplats nära Queen's Building. På grund av sin status som kunglighet avrättades prinsessan med sex skott i huvudet istället för att bli stenad. Hon fick en ögonbindel, beordrades att knäfalla och avrättades på en explicit order av sin farfar. Khalid tvingades åse prinsessans avrättning innan han halshöggs med ett svärd av en man som förmodades vara en släkting till prinsessan och inte en erfaren bödel eftersom bödeln fick hugga fem gånger innan huvudet skilts från kroppen.

## Politiska följder
Efter avrättningen blev könssegregeringen i Saudiarabien striktare  och den religiösa polisens kontroll av möjliga mötesplatser för män och kvinnor ökande.
När prins Muhammad senare tillfrågades om avrättningarna varit nödvändiga svarade han "Det var nog för mig att de varit i samma rum."

## Kontroverser
När den brittiske filmskaparen Antony Thomas intervjuade ett antal personer i Saudiarabien om prinsessans liv framkom det motsägelsefulla uppgifter, vilka senare blev föremål för den brittiska dokumentären Death of a Princess. Dokumentären sändes den 9 april 1980 på ITV i Storbritannien. Sändningen väckte starka diplomatiska, ekonomiska och politiska protester från Saudiarabien och den saudiske kungen utvisade den brittiska ambassadören från Saudiarabien.
Dokumentären skulle även ha sänts i maj samma år av PBS i USA, men efter omfattande debatt och påtryckningar från Saudiarabien valde PBS att istället visa två pro-saudiska program, dels en diskussion om filmen och dels ett som beskrev kvinnans situation i Saudiarabien på ett smickrande sätt. Det hävdades att kung Khalid erbjudit PBS 11 miljoner US-dollar för att inte sända dokumentären om prinsessan.